# 펠릭스 딘
펠릭스 딘(Felix Dean, 1997년 6월 27일 ~ )은 오스트레일리아의 배우이다.